# Straßen und Plätze in Ludwigshafen am Rhein/L

## Lachnerstraße
67061 Ludwigshafen
Die Lachnerstraße führt an der Südseite des Pfalzwerke-Areals vom Koschatplatz zur Bayernstraße.
Franz, Ignatz, Theodor und Vinzenz Lachner waren deutsche Komponisten im 19. Jahrhundert

## Lambrechter Straße
67067 Ludwigshafen
Lambrecht (Pfalz) ist eine Stadt im Landkreis Bad Dürkheim in der Pfalz.

## Lambsheimer Straße
67071 Ludwigshafen
Lambsheim ist eine verbandsfreie Gemeinde im Rhein-Pfalz-Kreis, die etwa zehn Kilometer von Ludwigshafen entfernt ist.

## Lannerstraße
67061 Ludwigshafen-Süd

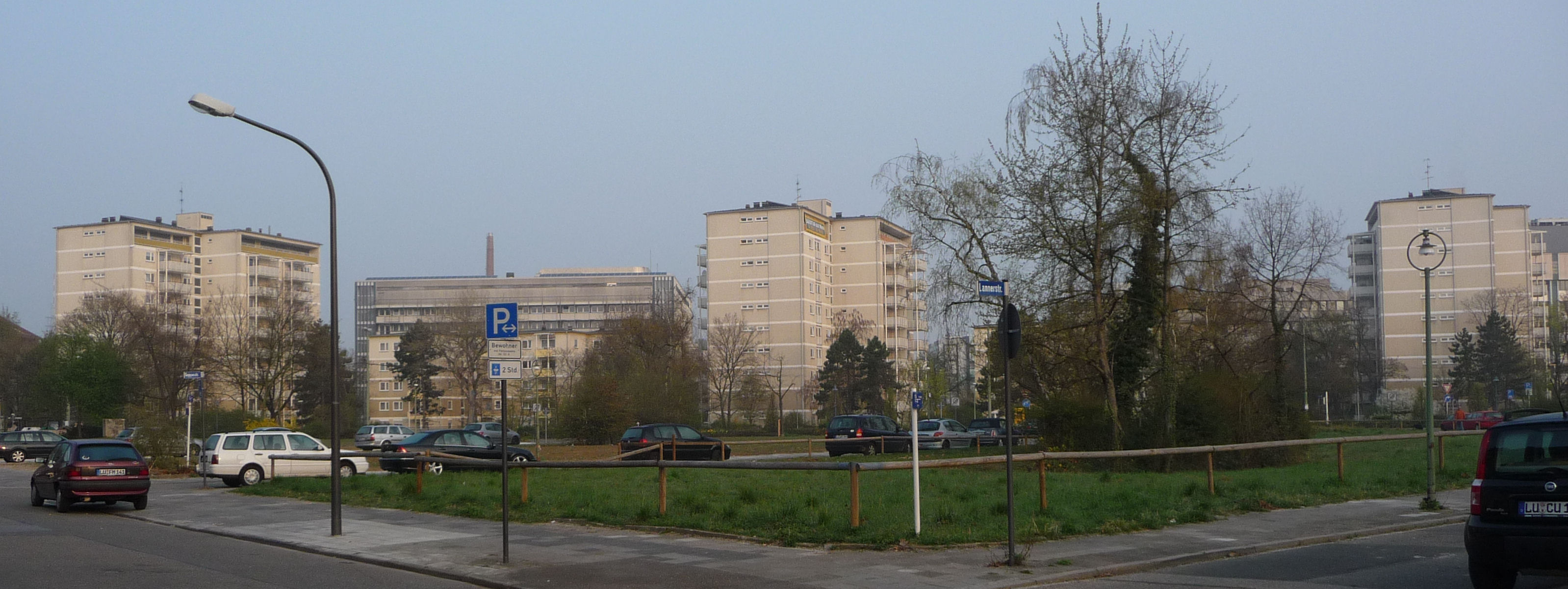
Lannerstraße und Suppéstraße (im Hintergrund die Saarlandstraße)

August Lanner war ein österreichischer Komponist, der Sohn des Komponisten Joseph Lanner.
Die Lannerstraße war eine kurze Straße, die von der Saarlandstraße zur Kurfürstenstraße führte. Nachdem die dortigen Wohngebäude in den Jahren 2007/2008 abgerissen wurden, ist der Straßenname praktisch verwaist. Mit dem Bau der Christian-Weiß-Siedlung wurde die Straße entfernt.

## Lärchenweg
67067 Ludwigshafen

## Lausitzer Straße
67065 Ludwigshafen
Die Lausitzer Straße liegt in der Ernst-Reuter-Siedlung und ist eine Querstraße zur Schlesierstraße.
Die Lausitz ist eine Region in Ostdeutschland und Polen um die Städte Cottbus und Görlitz.

## Lautereckenstraße
67069 Ludwigshafen
Lauterecken ist eine Kleinstadt im Landkreis Kusel.

## Leininger Straße
67067 Ludwigshafen
Altleiningen und Neuleiningen sowie Burg Altleiningen und Burg Neuleiningen im Landkreis Bad Dürkheim

## Leinstraße
67067 Ludwigshafen
Lein (Linum) oder auch Flachs ist eine Gattung von Pflanzenarten aus der Familie der Leingewächse (Linaceae).

## Lenaustraße
67063 Ludwigshafen
Die Lenaustraße verläuft parallel zur Hemshofstraße und verbindet die Leuschner- und die Rollesstraße.
Nikolaus Lenau war ein österreichischer Schriftsteller des 19. Jahrhunderts.

## Leuschnerstraße
67063 Ludwigshafen
Die Leuschnerstraße wurde Ende des 19. Jahrhunderts als breite Allee angelegt. Sie beginnt am Goerdelerplatz und endet am Ruthenplatz in Friesenheim. Ursprünglich hieß sie Rupprechtstraße. Während des Dritten Reiches wurde sie in Ostmarkstraße umbenannt, nach 1945 erhielt sie ihren heutigen Namen nach dem Gewerkschafter Wilhelm Leuschner, der wie C.F. Goerdler ein wichtiger ziviler Kopf in der Widerstandsgruppe vom 20. Juli 1944 war.
Ihr Erscheinungsbild ist gekennzeichnet durch eine auffallende Dichte historischer Baudenkmäler. An der Leuschnerstraße in den Stadtteilen Hemshof und Friesenheim liegen unter anderem das Feierabendhaus der BASF, die Friedenskirche und das Max-Planck-Gymnasium.

## Liebermannstraße
67063 Ludwigshafen
Der Chemiker Carl Liebermann, Cousin des Impressionisten Max Liebermann, war 1868 an der ersten Synthese eines natürlichen Farbstoffs beteiligt.

## Liebigstraße
Justus von Liebig war ein deutscher Chemiker.

## Ligustergang
Die Liguster (Ligustrum), oder selten Rainweiden genannt, sind eine Pflanzengattung aus der Familie der Ölbaumgewächse (Oleaceae).

## Limburgerhofweg
Limburgerhof ist eine Gemeinde im Rhein-Pfalz-Kreis und ist überregional bekannt durch das BASF-Agrarzentrum Limburgerhof.

## Limburgstraße
Das Kloster Limburg ist ein ehemaliges Kloster, das am Ostrand des Pfälzerwaldes in der Nähe der Kreisstadt Bad Dürkheim liegt.
Die Limburgstraße ist eine kurze Stichstraße zwischen Haveringallee und Von-der-Tann-Straße. Sie hieß ursprünglich Kleine Straße und wurde 1890 umbenannt.

## Lina-Sommer-Weg
Lina Sommer war eine pfälzische Mundartdichterin.

## Lina-Staab-Weg
Lina Staab war eine deutsche Dichterin.

## Lindelbronnstraße
Burg Lindelbrunn ist eine mittelalterliche Burgruine ca. 3 km von Vorderweidenthal im Landkreis Südliche Weinstraße.

## Lisztstraße
67061 Süd
Die Lisztstraße beginnt auf der Höhe des Südwest-Stadions an der Von-Weber-Straße und mündet in den Schützenplatz. Ihren Namen führt sie seit 1906 nach dem Pianisten und Komponisten Franz Liszt.

## Lorientallee
67059 Ludwigshafen
Lorient ist eine Stadt in der Bretagne. Sie ist die französische Partnerstadt Ludwigshafens.

## Lorscher Straße
67071 Ludwigshafen
Lorsch ist eine Stadt im südhessischen Kreis Bergstraße. Bekannt ist Lorsch durch das zum Weltkulturerbe ernannte Kloster Lorsch.

## Ludowicistraße
67071 Ludwigshafen-Ruchheim
Die von 1883 bis 1972 in Betrieb befindlichen Falzziegelwerke Carl Ludowici in Jockgrim (Südpfalz) gehörten einst zu den größten Ziegeleien der Welt. Mit dem 1881 von Wilhelm Ludowici zum Patent angemeldeten Falzziegel Z1 begann die industrielle Fertigung von Dachziegeln.
Die Straße entstand beim Bau der so genannten Siedlung im Jahr 1934, bei der diese Ziegel in großen Maßen verwendet wurden.

## Ludwigsplatz
67059 Ludwigshafen-Mitte

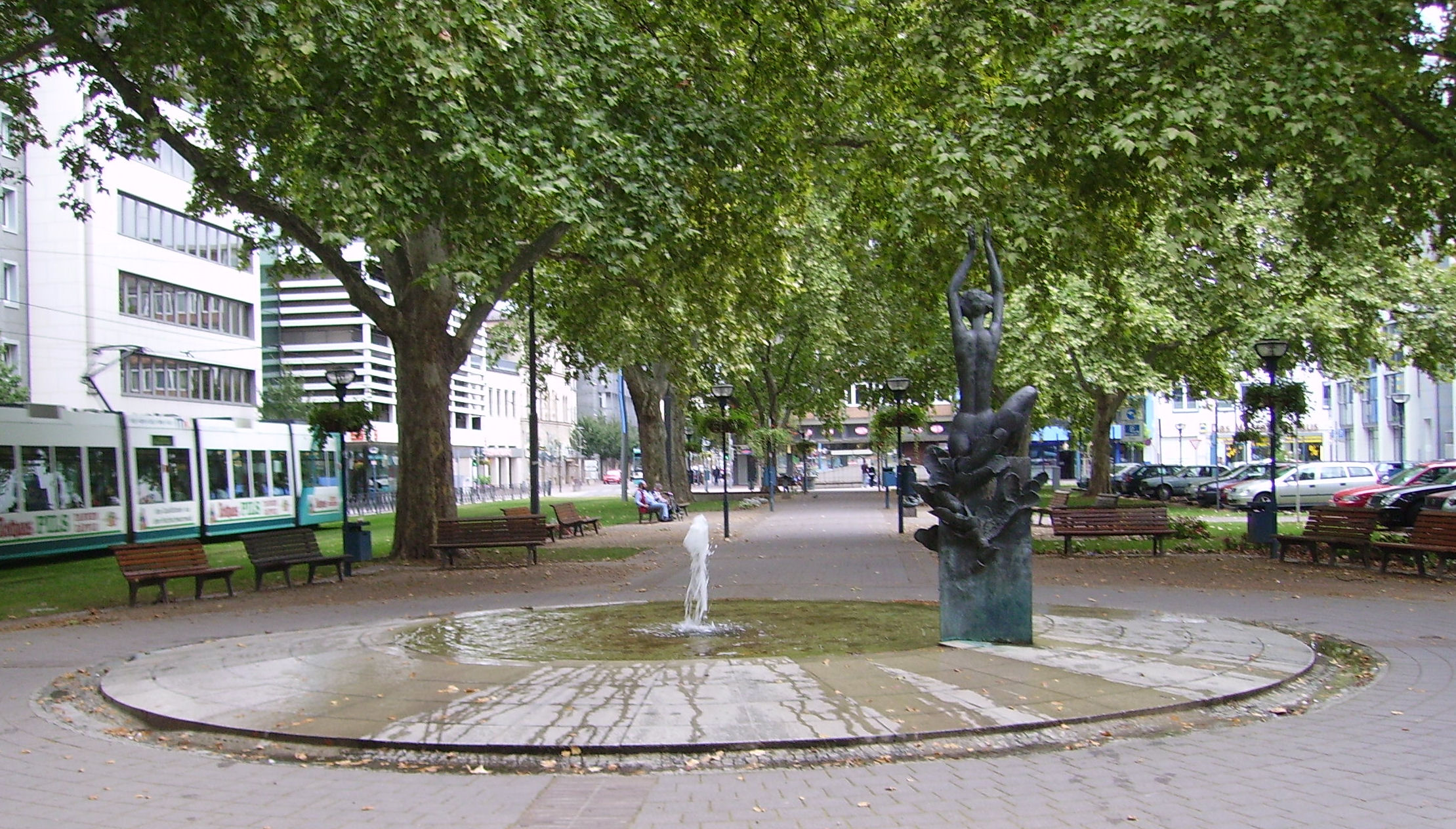
Ludwigsplatz

Der Ludwigsplatz ist ein zentraler, aber wenig belebter Platz in Ludwigshafen, der mit einem Skulpturenensemble ausgestattet ist. Charakteristisch für den zentral gelegenen Platz sind die alten Platanen, die bereits auf Fotos am Ende des 19. Jahrhunderts zu sehen sind, als auf dem Platz noch Markt abgehalten wurde und in unmittelbarer Nähe des ehemaligen Ludwigshafener Kopfbahnhofes war.
Zusammen mit der Ludwigstraße bildete er die westliche Begrenzung des ehemaligen Winterhafens. Dieser ursprüngliche Marktplatz wurde 1885 in Erinnerung an den Stadtgründer König Ludwig I. von Bayern benannt. 1897 wurde der vom Bildhauer Hans Arnold geschaffene Monumentalbrunnens für Ludwig I. eingeweiht, 1905 ein Schillerdenkmal eingeweiht, die beide verloren gingen.

## Ludwigstraße
67059 Ludwigshafen-Mitte
Die Ludwigstraße ist eine der beiden zentralen Straßen der Innenstadt und verläuft vom Berliner Platz zum Ludwigsplatz.

## Ludwig-Wolker-Straße
67069 Ludwigshafen
Ludwig Wolker war eine führende Gestalt der katholischen Jugendbewegung und Mitbegründer des Bundes der deutschen katholischen Jugend (BDKJ).